# Frem (schip, 1924)

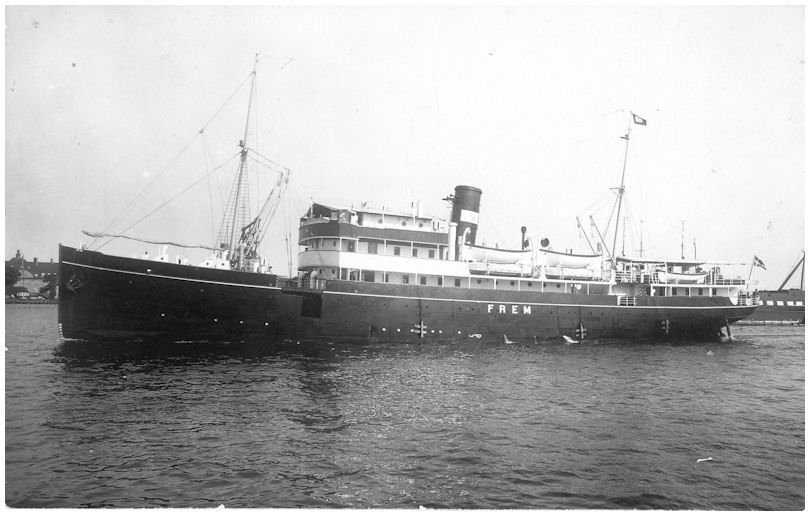
De Frem in 1924.

De M/S Frem was het negende schip van de rederij Dampskibsselskabet paa Bornholm af 1866. Het werd gebouwd door de scheepswerf Burmeister & Wain (B&W) in Kopenhagen (bouwnummer 322), opgeleverd en in de vaart genomen in 1924. Het werd daarna ingezet op de route Rønne - Kopenhagen. Tot en met februari 1953 heeft het voor Dampskibsselskabet paa Bornholm af 1866 gevaren.
Hierna werd het verkocht aan Hans Lehmann, Lübecker Stauereikontor AG in Lübeck voor 1,800.000,- DKK en omgedoopt tot Dania. Het werd ingezet tussen Helsingborg-København-Travemünde en tussen Rønne-Travemünde.

## Geschiedenis
1922-1924
Met B&W werd in 1922 een contract opgesteld voor de levering van een nieuw gemotoriseerd schip. Het was de eerste voor de rederij, die tot dan toe alleen stoomschepen in dienst had gehad. De kosten van de bouw zouden 1.527.124,- DKK bedragen.
1924 - 1953
In 1924 werd het in de vaart genomen en ingezet tussen Rønne en Kopenhagen. In 1933 werden nieuwe roepletters toegewezen: OZBA. De machine werd in 1935 versterkt van 1140 pk naar 1580 pk. Tussen januari en maart 1938 werd het verbouwd. Nieuwe lengte: 74,68 m. Nieuwe Bt/nt: 1175,55 / 719,63.
1944-1945
In december 1944 werd het schip in beslag genomen door de Duitse Wehrmacht. Na de oorlog teruggevonden in Kiel, waar het fungeerde als hotelschip. Op 21 augustus 1945 door de Engelsen teruggegeven aan de rederij.
1949-1952
In dienst tussen Rønne en Karlshamn met een retourvaart per week.
1953-1958
In februari 1953 verkocht aan Hans Lehmann, Lübecker Stauereikontor AG. in Lübeck voor 1,8 mil. Deense Kronen. Het werd omgedoopt tot Dania en in dienst genomen op de routes Helsingborg-København-Travemünde og Rønne-Travemünde.
1958
In maart verkocht aan M.A Bakhashab in Jeddah, Saoedi-Arabië. Het werd tot Arafat omgedoopt en de nieuwe roepletters werden DKJX. Ingezet op pelgrimsvaarten op de Rode Zee.
1980
Na jaren in de haven van Jeddah te hebben gelegen, aan het lot overgelaten, werd het schip in de Rode Zee tot zinken gebracht.
Skandia · Heimdal · Hjalmar · Thor · Bornholm · Skandia · Ørnen · Heimdal · Frem · Bornholm · Hammershus · Østersøen · Rotna · Ella · Kongedybet · Østersøen · Bornholm · Thorkild Lund · Bornholm · 66-Paketten · Bornholmerpilen · Hammershus · Rotna · Isefjord · Hammershus · Rotna · Povl Anker · Jens Kofod · Julle · Peder Olsen · Gute · Villum Clausen · Dana Hafnia · Clare · King Of Scandinavia · Bora Mari · Rügen · Vilja · Dueodde · Hammerodde · Skania · Leonora Christina